# Schörfling am Attersee
Schörfling am Attersee osztrák mezőváros Felső-Ausztria Vöcklabrucki járásában. 2018 januárjában 3438 lakosa volt.

## Elhelyezkedése

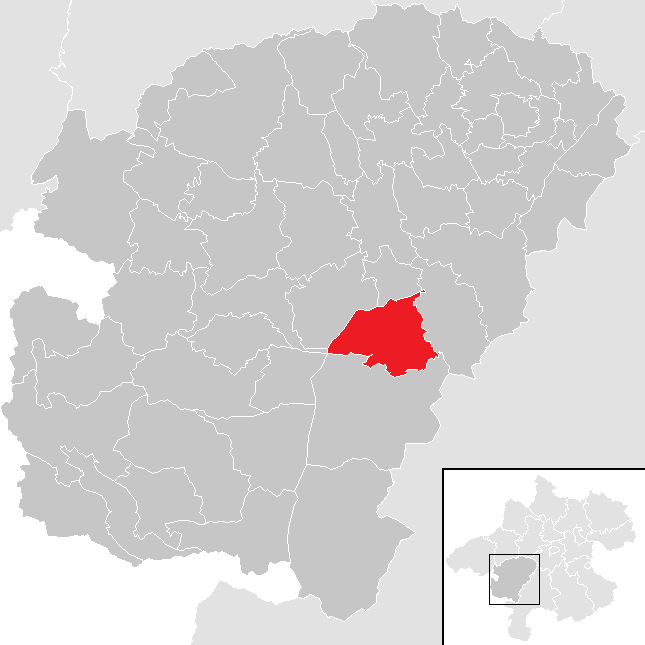
Schörfling am Attersee a Vöcklabrucki járásban

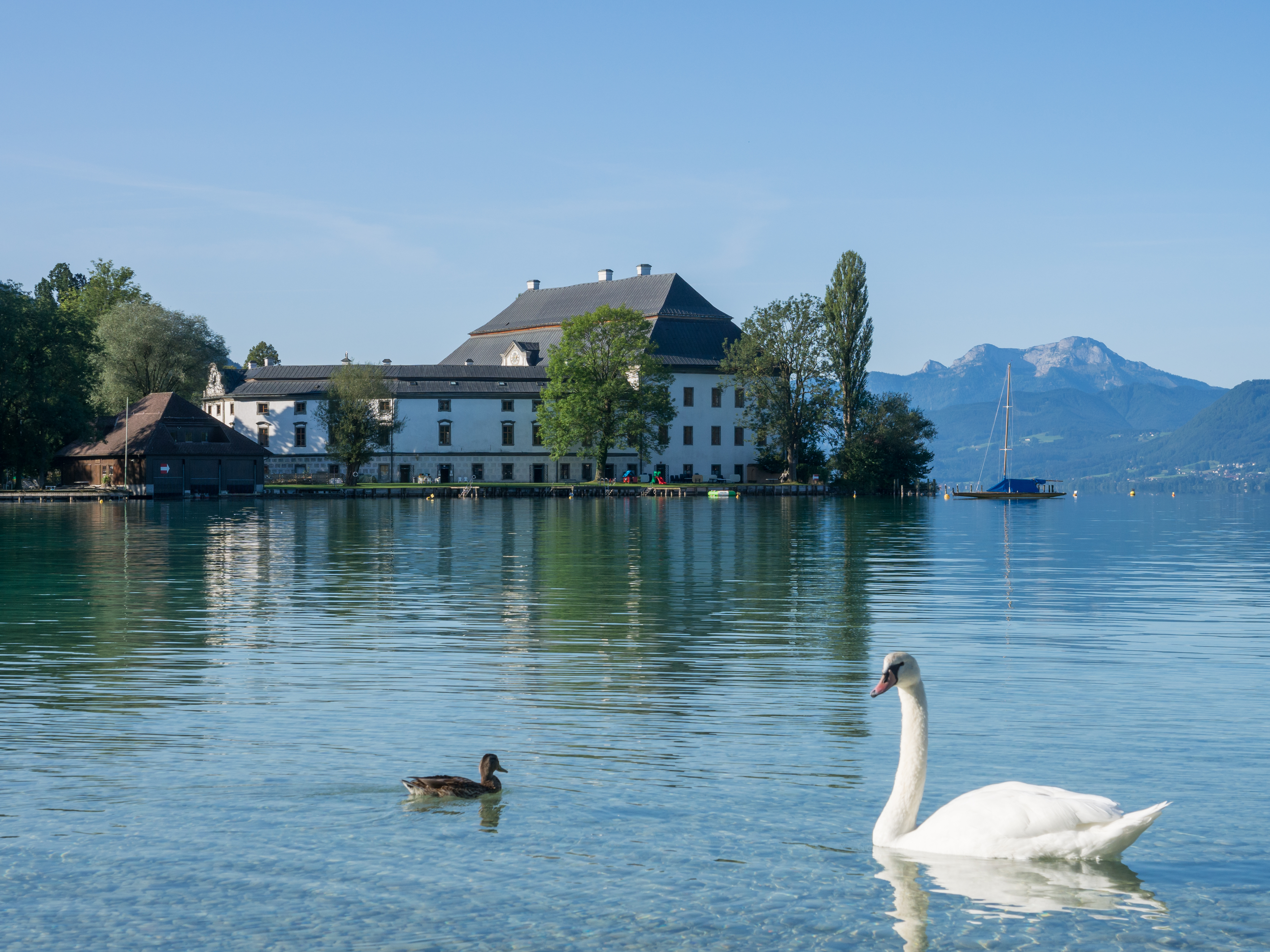
A Kammer-kastély

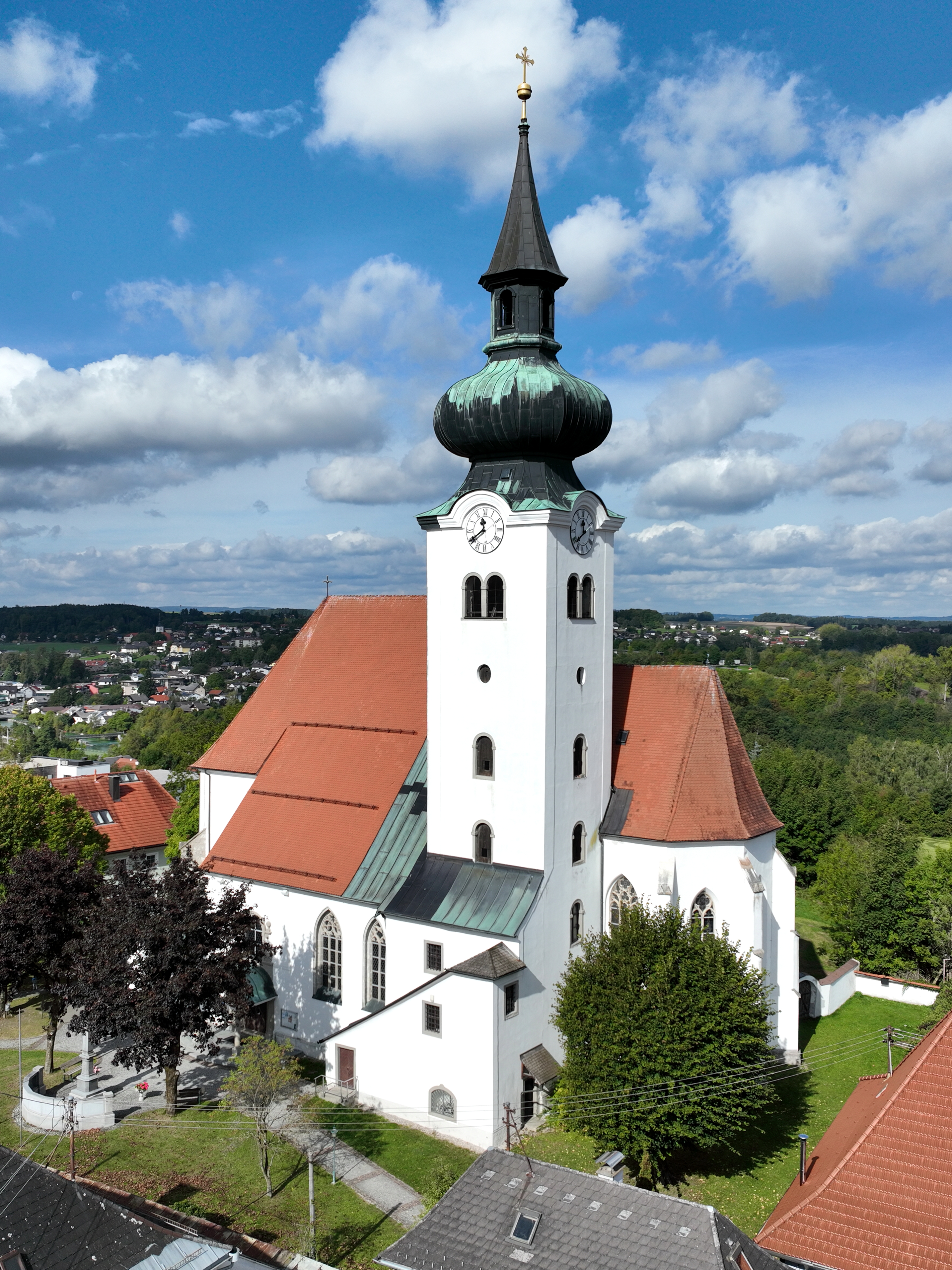
A Szt. Gál-plébániatemplom

Schörfling am Attersee Felső-Ausztria Hausruckviertel régiójában helyezkedik el, az Attersee északkeleti partján. Északi határát részben a tóból eredő Ager folyó alkotja. Területének 44,8%-a erdő, 33,6% áll mezőgazdasági hasznosítás alatt. Az önkormányzat 10 településrészt és falut egyesít: Fantaberg (75 lakos 2018-ban), Kammer (465), Marktwald (25), Moos (85), Niederham (57), Oberhehenfeld (830), Schörfling (1680), Steinbach (55), Sulzberg (126) és Wörzing (40). 
A környező önkormányzatok: északon Lenzing, keleten Aurach am Hongar, délen Weyregg am Attersee, délnyugaton Berg im Attergau, nyugaton Seewalchen am Attersee. 

## Története
Az Attersee partján i.e. 3750 körül megtelepedett az a cölöpházakat építő kultúra, amely az alpesi tavak partvidékét kolonizálta. A későbbiekben a kelta noricumi királyság terjesztette ki a befolyását a régióra, amelyet i.e 15-ben annektált a Római Birodalom. Egy legenda szerint egy gazdag római patrícius élt a tóparti villájában, a mai Kammer-kastély helyén. Lánya, Flavia Rómában nevelkedve felvette a keresztény vallását. Hitét hazaérve sem tagadta meg, ezért apja meztelenül egy csónakba rakta és kilökte a tóra. Az áramlat a csónakot levitte az Ager folyón és ahol az a Traunba torkollik, pásztorok kimentették a lányt. Flavia ma a megmenekülésének színhelyén fekvő Lambach címerében szerepel.   
A 6. században bajorok telepedtek meg a térségben. 778-ban Nagy Károly a birodalmához csatolta a Bajor Hercegséget, az Attersee környéke pedig császári birtokok közé került. Schörfling neve először 803-ban szerepel írásban egy adománylevélen. A falu kb. 1200-ig az altmünsteri plébános hatáskörébe tartozott, de 1221-ben, amikor Schaunberger nemzetség birtokába került, már önálló egyházközségként írnak róla. A falu 1383-ban a Habsburgok kezére került, akik 200 évvel később a Khevenhüller családnak adományozták. 
A kedvező helyen fekvő település gyorsan gyarapodott és 1499-ben mezővárosi jogokat és fontos vízi közlekedési kiváltságokat kapott. Schörflongben volt a tutajosok és hajóácsok céhének központja. A reformáció idején a helyi parasztok nagy része protestánssá lett, majd az ellenreformáció során katolikus kegyuruk, Franz Christoph Khevenhüller nyomására visszatértek korábbi hitükhöz. A helyi Loreto-kápolna sokáig zarándokokat is vonzott, melynek II. József 1787-es egyházreformja vetett véget. 
A napóleoni háborúk során előbb 1800-ban a Claude-Jacques Lecourbe vezette francia csapatok foglalták el Schörflinget. Másodszor 1806-ban szállták meg a franciák a települést és a kastélyban katonai kórházat rendeztek be. A kórházban elhunyt kb. 200 katonának külön temetőt létesítettek. 
1869-ben megkezdődött az idegenforgalmi infrastruktúra kiépítése, az Atterseen gőzhajójárat indult, villák épültek, 1882-ben pedig Schörflinget bekötötték a vasúthálózatba. A turizmus a település elsődleges jövedelemforrásává vált, különösen a második világháború után.

## Lakosság
A Schörfling am Attersee-i önkormányzat területén 2018 januárjában 3438 fő élt. A lakosságszám 1961 óta (akkor 2536 fő) gyarapodó tendenciát mutat. 2015-ben a helybeliek 93,3%-a volt osztrák állampolgár; a külföldiek közül 2,3% a régi (2004 előtti), 2,7% az új EU-tagállamokból érkezett. 1,2% a volt Jugoszlávia (Szlovénia és Horvátország nélkül) vagy Törökország, 0,5% egyéb országok polgára. 2001-ben a lakosok 81,5%-a római katolikusnak, 7,9% evangélikusnak, 2,6% mohamedánnak, 6,2% pedig felekezeten kívülinek vallotta magát. Ugyanekkor 12 magyar élt a mezővárosban. 

## Látnivalók

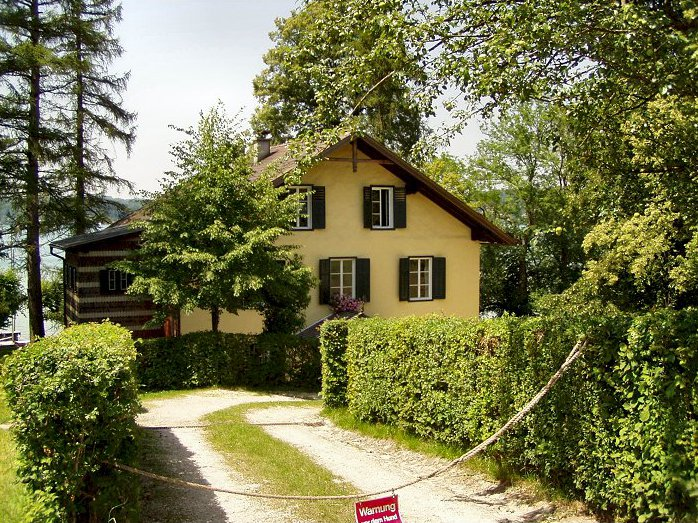
A Villa Oleander, ahol Gustav Klimt lakott

- a Kammer-kastélyt eredetileg szigetre építették, első tulajdonosa Haidfalk von Chammer volt 1165-ben. 1200 után a Schaunbergek várrá fejlesztették, amit a 17. században a Khevenhüllernek kastéllyá alakítottak át és a szigetet töltéssel kötötték össze a szárazfölddel. 1886-ban Szentgyörgyi Horváth József vásárolta meg, tőle Szentgyörgyi Idához került, aki csődbe jutott és elzálogosította a kastélyt. 1935-ben Eleonora von Mendelssohn berlini színésznő és férje, Jeszenszky Imre vette meg; válásuk után Jeszenszkynél és leszármazottainál maradt az 1990-es évekig. Tőlük Elisabeth Max-Theurer olimpiai bajnok díjlovagló vásárolta meg, aki rendbe hozatta a leromlott állagú kastélyt. A Kammer-kastélyt Gustav Klimt is megfestette.
- a Szt. Gál-plébániatemplom 1476-ban épült. 1787-ben és 1828-ban leégett; az előbbi tűzvészben megsemmisült a Loreto-kápolna is, amely korábban kedvelt búcsújáró helynek számított, de mivel bezárták, a tűz után nem épült újjá.
- Gustav Klimt tematikus ösvény
- Gustav Klimt Központ

## Testvértelepülések
- Wanfried (Németország)

## Fordítás
- Ez a szócikk részben vagy egészben  a   Schörfling am Attersee című német Wikipédia-szócikk ezen változatának fordításán alapul.  Az eredeti cikk szerkesztőit annak laptörténete sorolja fel. Ez a jelzés csupán a megfogalmazás eredetét és a szerzői jogokat jelzi, nem szolgál a cikkben szereplő információk forrásmegjelöléseként.